# 1863 en musique
| \| • Retour à la chronologie générale de la musique populaire • \| |
| XXIe siècle • XXe siècle • XIXe siècle • XVIIIe siècle XVIIe siècle • XVIe siècle • XVe siècle • XIVe siècle XIIIe siècle • XIIe siècle • XIe siècle • Xe siècle IXe siècle • VIIIe siècle • Haut Moyen Âge • Rome • Grèce |
| • Retour à la chronologie générale de la musique populaire • |

| • Retour à la chronologie générale de la musique populaire • |

| Années de la musique populaire : 1860 - 1861 - 1862 - 1863 - 1864 - 1865 - 1866    |
| Décennies de la musique populaire : 1830 - 1840 - 1850 - 1860 - 1870 - 1880 - 1890 |

## Événements et œuvres

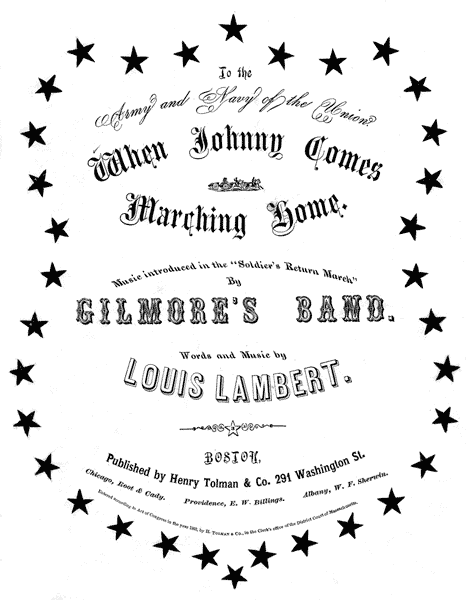
Couverture de la partition de When Johnny Comes Marching Home, 1863.

- When Johnny Comes Marching Home, chanson populaire américaine, écrite pendant la Guerre de Sécession par Patrick Gilmore, compositeur et chef de fanfare d'origine irlandaise, publiée sous le pseudonyme de Louis Lambert.
- 900 orphéons regroupant 72 000 orphéonistes sont recensés en France[1].
- Marche des volontaires de Terrebonne, chant militaire canadien québécois composé et écrit par le sergent Chapleau sur l'air de Souviens-toi, jeune soldat et publié la même année à Montréal[2].
- Émile Duhem commence sa carrière comme chanteur comique à Lille au Concert du XIXe siècle[3].
- Victor Gelu, Meste Ancerro vo lou vieiugi, chanson provençale avec glossaire et notes, Marseille, Camoin frères, 23 p.[4].

## Naissances
- 20 mars : Ernesto Nazareth, pianiste et compositeur brésilien, , influencé par les rythmes africains, les styles Lundu et Choro, mort en 1934.
- 13 août : Polin, chanteur de café-concert français, spécialisé dans le comique troupier, mort en 1927.
- 27 septembre : Xavier Privas, chansonnier, goguettier et compositeur français, mort en 1927.

## Décès
- 16 avril : Charles Durand, éditeur de chansons de goguettes et chansonnier français, né en 1804[5].
- 17 septembre : Roland Bauchery, auteur dramatique et chansonnier français, né en 1798.